# Йегрос, Хулио Сесар
Ху́лио Се́сар Йе́грос То́ррес (исп. Julio César Yegros Torres, род. 31 января 1971, Луке, Сентраль) — парагвайский футболист, игравший на позиции нападающего. Выступал, в частности, за клубы «Крус Асуль» и «УНАМ Пумас». Участник Кубка Америки 1991 года и чемпионата мира 1998 года в составе национальной сборной Парагвая. Обладатель Кубка чемпионов КОНКАКАФ.

## Клубная карьера
Йегрос начал свою футбольную карьеру в клубе из своего родного города «Спортиво Лукеньо», за которую дебютировал в чемпионате Парагвая в 1990 году. В 1993 году был отдан в аренду аргентинскому «Депортиво Мандию», а в 1994 году перешёл в «Серро Портеньо», с которым выиграл свой первый чемпионский титул. В свою очередь, в 1994—1995 годах парагваец выступал за колумбийский «Депортес Толима».
Летом 1995 года Йегрос уехал в Мексику, где провёл большую часть своей карьеры. Первым клубом этого игрока в Северной Америке стал «Крус Асуль», за который выступал до 2000 года (с небольшим перерывом на игру за «Текос» в 1997 году) и в составе которого стал победителем зимнего чемпионата 1997 года. В 1996 году стал обладателем Кубка чемпионов КОНКАКАФ. После игры за «Крус Асуль» Хулио Сесар перешёл в «УНАМ Пумас», где также в большинстве своём выходил на поле в основном составе команды, отличившись 20 раз в 51 матче. В 2002 году на правах аренды перешёл в «Монтеррей», а через полгода в «Чьяпас». Третьей арендой в 2003 году стал клуб второго дивизиона «Леон», и в этом клубе Йегрос провёл результативный период, забив 17 голов в 23 матчах и внеся вклад в выход команды в высший дивизион страны. После этого совершил трансфер в «Керетаро», а в 2004 году стал игроком клуба «Селая».
В 2005 году Йегрос вернулся на родину и в течение полугода был игроком первой лиги «Спортиво Лукеньо». Летом того же года снова присоединился к клубу «Леон», но на этот раз не забил за клуб ни одного гола. В 2006 году выступал за «Лагартос де Табаско», за который также не сумел забить ни разу. В 2007/2008 году Йегрос завершил активную карьеру в клубе родного города «Хенераль Диас».

## Карьера в сборной
14 июня 1991 года дебютировал в официальных матчах в составе национальной сборной Парагвая в товарищеском матче против сборной Боливии (1:0). В течение карьеры в национальной команде, длившейся 10 лет, провёл в её форме 15 матчей.
В составе сборной был участником Кубка Америки 1991 года в Чили, но на поле не выходил. Позже был основным игроком сборной на чемпионате мира 1998 года во Франции. На этом турнире он принял участие в четырёх матчах: ничья 0:0 с Болгарией и Испанией, победа со счётом 3:1 над Нигерией и поражение со счётом 0:1 в 1/8 финала от хозяев турнира, сборной Франции. Вскоре он практически полностью завершил карьеру в сборной, проведя лишь один матч после окончания турнира: матч 7 октября 2000 года против Колумбии (2:0) в матче отбора на чемпионат мира 2002 года.

## Достижения
«Серро Портеньо»
- Чемпион Парагвая: 1994

«Крус Асуль»
- Чемпионат Мексики: зимний чемпионат 1997
- Обладатель Кубка чемпионов КОНКАКАФ: 1996